# Hannes Konno

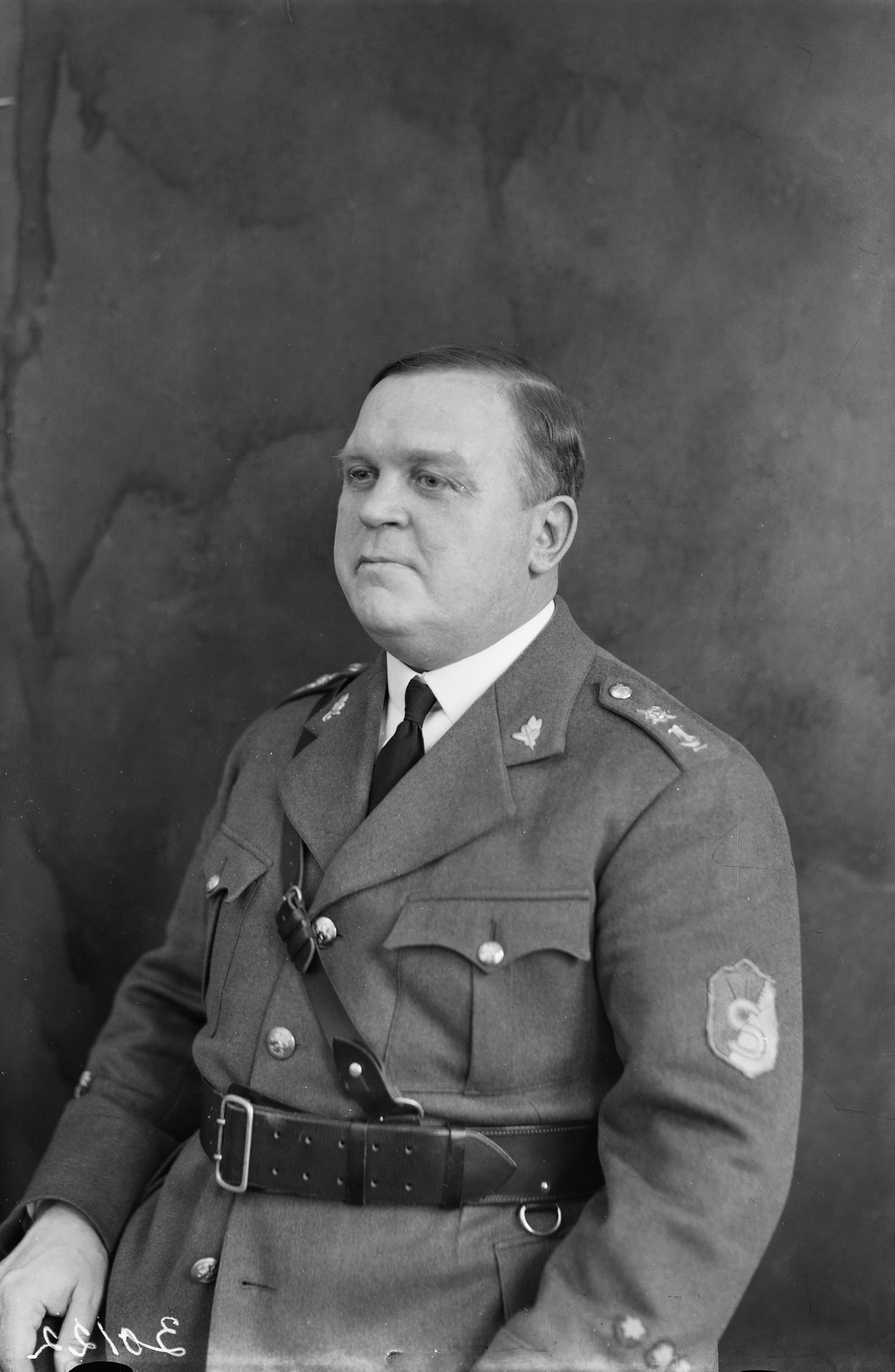
Hannes Konno år 1937.

Johannes ”Hannes” Konstantin Konno, född 1 januari 1892 i Helsingfors, död 22 mars 1942 i Helsingfors, var en finländsk musiker, kompositör och sångtextförfattare. Han var bror till Robert Konno.
Konnos far kom från Estland och modern var född i Ukraina. Bröderna utbildades till militärmusiker vid de ryska militärförläggningarna i Åbo och tjänstgjorde sedan vid den ryska orkestern på Sveaborg. Under första världskriget flyttade de till Helsingfors, där Hannes Konno anställdes vid Helsingfors arbetarförenings orkester. Därifrån övergick han till Helsingfors frivilliga brandkårs orkester och blev dirigent för densamma 1919. När orkestern 1926 sammanslogs med Skyddskårens band, blev Konno ledare för den så kallade Helsingfors blåsorkester. Åren 1921–1931 var han aktiv vid Borgås stadsorkester och var 1935–1940 kapellmästare vid Helsingfors skyddskårs orkester. Brödernas ordinarie anställning var som instrumentreparatörer vid Fazers musikaffär och på slutet av 1920-talet gjorde sig Konno ett namn som kompositör av schlagermusik, samtidigt som han var trumpetist vid Suomi Jazz Orkesteri.
1931 åtalades Konno för mordförsök sedan han beskjutit och svårt skadat en man, som han trodde hade en affär med hans hustru. Konno dömdes för misshandel till tukthus på tre år.
Konno är begravd på Sandudds begravningsplats.

## Kompositioner i urval
- Ruusuja hopeamaljassa
- Arpiset haavat
- Pihapihlaja
- Jää hyvästi isänmaa